# Psychotria trivialis
Psychotria trivialis är en måreväxtart som beskrevs av Henry Hurd Rusby. Psychotria trivialis ingår i släktet Psychotria och familjen måreväxter. Inga underarter finns listade i Catalogue of Life.